# Haitianotettix
Haitianotettix is een geslacht van rechtvleugeligen uit de familie doornsprinkhanen (Tetrigidae). De wetenschappelijke naam van dit geslacht is voor het eerst geldig gepubliceerd in 1998 door Perez-Gelabert, Hierro & Otte.

## Soorten
Het geslacht Haitianotettix  is monotypisch en omvat slechts de volgende soort:
- Haitianotettix tuberculatus (Perez-Gelabert, Hierro & Otte, 1998)